# Kántorjánosi
Kántorjánosi község Szabolcs-Szatmár-Bereg vármegyében, a Mátészalkai járásban.

## Fekvése
A vármegye és a Nyírség keleti részén fekszik. A környező települések közül Mátészalka 15,5, Hodász és Őr 5-5, Vaja 9, Rohod 12, Vásárosnamény 29, Nyírbátor 17, Papos 12,5, Jármi pedig 10,5 kilométer távolságra található.
A közvetlen szomszédos települések: észak felől Vaja, északkelet felől Őr, délkelet felől Hodász, dél felől Nyírderzs, délnyugat felől Nyírgyulaj, nyugat felől Ófehértó, északnyugat felől pedig Baktalórántháza.

### Megközelítése
Legfontosabb közúti megközelítési útvonala az Őr-Terem közt húzódó 4917-es út, mely végighalad a központján, így ezen érhető el Őr vagy Hodász érintésével. Északi külterületei közt elhalad az M3-as autópálya is, de annak nincs le- vagy felhajtója a területén, csak egy pihenőhelye a falu külterületén; a legközelebbi sztrádacsomópont Őr délkeleti szélén található, Kántorjánositól mintegy 7 kilométerre északkeletre. Vajával és Ófehértóval alsóbbrendű, bár többé-kevésbé kiépített önkormányzati utak kötik össze.
Vasútvonal nem érinti; a legközelebbi vasúti csatlakozási lehetőséget a Apafa–Mátészalka-vasútvonal és a Nyíregyháza–Mátészalka–Zajta-vasútvonal közös szakaszának Hodász vasútállomása kínálja Hodász déli szélén, mintegy 7 kilométerre, de nem sokkal esik messzebbre a Nyíregyháza–Vásárosnamény-vasútvonal Vaja-Rohod vasútállomása sem, mely nagyjából 9 kilométerre északra fekszik, Vaja központjának északi részén.

## Nevének eredete
A Jánosi helynév a latinból átvett János keresztnevünk -i birtokképzős származéka.
A Kántor előtag is igen régi: A  Jánosi család egyik, kántornak is nevezett és a 14. században élő tagjára utal.
A név a kántor köznévvel azonos (Szab.Szatm.59, FNESz.)
A községbe olvadt Iklód (Nyíriklód) falu neve bizonytalan eredetű. Az Iklód nevet többféleképpen próbálták magyarázni. A FNESz. szerint a név a magyar Icol személynév -d képzős származéka.
E személynév a jelenleg csupán egy adatból ismert régi ikol, iklik, „hőköl” igénk családjába tartozhat. A Nyír- előtag a tájegységre utalt.

## Története
A település neve az oklevelekben 1272-ben Hodász (akkori nevén Hetény) határjárása során tűnik fel először, két azonos nevű birtokot jelölve: v.Janus,…ad v-m mg-i Stephani similiter Janus vocatam.
Az egyiknek korán megjelenik plébániája is, az első falu keletkezését tehát legalább a 12. századra kell tennünk, de nem valószínű, hogy a 13. század végén élő János, a birtokos család tagja, lenne a névadó.
Az egyik falu birtokosa István mester, akinek fiai 1298-ban, majd 1315 körül osztoztak meg javaikon. A középkor-i tulajdonosoknak, a Jánosiról és később Derzsről is nevezett Kántor család ősei jóval a 14. század előtt kapták, a rokonság ugyanis az okleveles adatok korában már több ágra oszlott. A szétágazó kisnemesi családok tagjai tevékenyen részt vettek a vármegyei közéletben (1320), egyikük 1329-ben Veresmart (Szabolcs vármegye) ügyében tanúskodott. (Szab.Szatm.59).
A települést birtokló családok itt a királyi földeknek és határvédő falvaknak ezen a vidékén várjobbágyok leszármazottai lehettek.
A másik település ugyancsak állt már a 13. század közepén (Maksai 152), a Szab.Szatm. szerint azonban csak 1326-ból, Fehértó határjárásától ismert az első említése, Kisjánosi (Kusyvamosy) formában.
1329-ben egy idevaló nemes ecsedi birtokrészét zálogosította el a Gutkeled nemzetség-beli Báthori Bereck fiainak.
Péter nevű papja 1333-ban három, Benedek 1334-ben kilenc garas pápai tizedet fizetett (Szab.Szatm.59)
A falut Kisjánosinak, Balognak, Balogjánosinak és Iklódnak egyaránt nevezték.
Gazdái már nincsenek közeli rokonságban a testvérfalu gazdáival. Birtokuk egy része 1394-ben a Kántor család tagjainak kezére került, és mint Balogjánosi puszta szerepelt (Maksai 152).
Későbbi története elválaszthatatlan Kántorjánosi történetétől, de viszonylagos önállóságát sokáig megtartotta, mert csak századunk elején, 1917-ben olvadt be hivatalosan a testvérközségbe (Hnt.1926; 1967, 723.)
Borovszky szerint Jánosi 1323-ban a tulajdonos Balog család egyik János nevű tagjáé volt, őróla nevezték el. János fia Jakab
a váradi egyház kántorkanonokja volt, valószínűleg róla kapta újabb nevét, Kántorjánosit, amely ettől kezdve a családnak is neve maradt.
1408-ban Zsigmond király a Jánosi Kántor családtól elvette, és a Báthoriaknak meg a Császáriaknak adta. 1417-ben azonban már ismét a korábbi birtokosok kezén volt, és az övék is maradt a 15. században, de mellettük sokan szereztek itt kisebb-nagyobb részbirtokot.
1539-ben Jánosi Ádám és Kántor János és Mihály új királyi adományt kapnak birtokukra.
A későbbiekben a huszita származású Komarowsky család, amely Mátyástól magyar nemességet és „donációt” (adományt) kapott szintén itt telepedett meg; utódaik a mai Komoróczyak.
A falut a későbbi időkben is több család birtokolta, a 20. század elején a gróf Károlyi, báró Uray, Mándy családok voltak az utolsó birtokosai (Borovszky 89).
A település 1945 után sokat fejlődött, több középülettel gyarapodott, sok új lakóház épült.
A lakosság főleg mezőgazdasággal, gyümölcstermeléssel foglalkozik. Híres az innen elnevezett Kántorjánosi fürtös meggy fajtája, amiből a környéken nagyobb ültetvények is vannak. Az 1980-as évek végéig sok almát is telepítettek.
A lakosság egy része a közeli Mátészalkára, és a távolabbi városokba jár dolgozni.
A falunak vasútja nincs, a környező falvakkal és Mátészalkával autóbuszjárat köti össze.
Kántorjánosi határába keresendő eltűnt középkori falvak: Gothard, Rét, Vasvári, Ricse, és Luskod

### Gothard
Gothard neve mint telekhely 1411-ben tűnik fel: sessio Gothard néven. A település névadójának fiát 1320-ban említették. Egykori birtokosáról kapta a nevét. A személynév a németből való Gotharddal azonos. A forrásokban a -telke utótaggal megtoldott alakban is előfordul: Gothardtelke (Maksai 142). A névváltoztatás minden bizonnyal a település pusztulásának is jele (Szab.Szatm.60).
A hajdani falunak az élő névalakban nincs nyoma.

### Rét
Rét neve 1411-ben mint telekhely tűnik fel: (sessio Reth) formában, amikor Zsigmond király többek között Vasvári, Gothárd és Rét birtokot új adomány címén Jánosi Mihály fiainak: Péternek, Bálintnak és Lászlónak, valamint Lóránt fia Barlának és Miklós fia Istvánnak adta.
Egy 1445. évi oklevél szerint (pr.h) Hodász és (Kántor-) Jánosi határain belül feküdt. – Nevét természeti viszonyairól kapta, és eredetileg bizonyára nem települést, hanem mezőrészt jelölt (Maksay 142, Szab.Szatm.60.) A falu határában ma is van egy Nagy-rét (Rét) nevű dűlő. Ezen a tájon
lehetett Rét falu is.

### Vasvári
Vasvári neve 1411-ben tűnik fel: sessio Vaswary alakban, mint Gotharddal és Réttel szomszédos puszta (Maksai i.h.) – A Vasvár névre több magyarázat is van: 1. Megerősített, a vas erejével vetekedő hely. 2. A gyepűre utaló földrajzi nevekhez tartozik. 3. Újabb vélemény szerint a középkori vasfeldolgozás emlékét őrzi (Szab.Szatm. i.h.)
Az egykori falu a kántorjánosi határ szélén, az Ófehértóra vezető út mellett fekhetett.

### Ricse
Ricse nevét a történelmi munkák közül csak Borovszky Samu műve említi.(89.)
Neve szláv eredetű, a szláv „árok” szó származéka. Olyan helyre, vízmederre utal, amely mintegy fel van tépve, szaggatva (Kniezsa:MNépny. 4:213, FNESz.).
A hajdani település emlékét ma a hasonló nevű dűlő őrzi. Errefelé lehetett Ricse falu is.

### Luskod
Luskod (eredetileg Laskod) az Anjou-korban még önálló falu volt, a 17. század közepén már Jánosihoz tartozó pusztaként említették. Nevét Pesty Frigyes és Borovszky Samu (89) is megemlíti.
Az 1965. évi gyűjtés még élő névként adatolta a Luskod–tagot, de ugyanez a gyűjtés külön helynévnek tekinti a szintén élő Laskodot. (Mindkét változat ugyanazt a középkori településnevet őrzi.)
Laskod puszta neve személynévből keletkezett magyar névadással(Szab.Szatm.67, FNESz.).

### Galéria

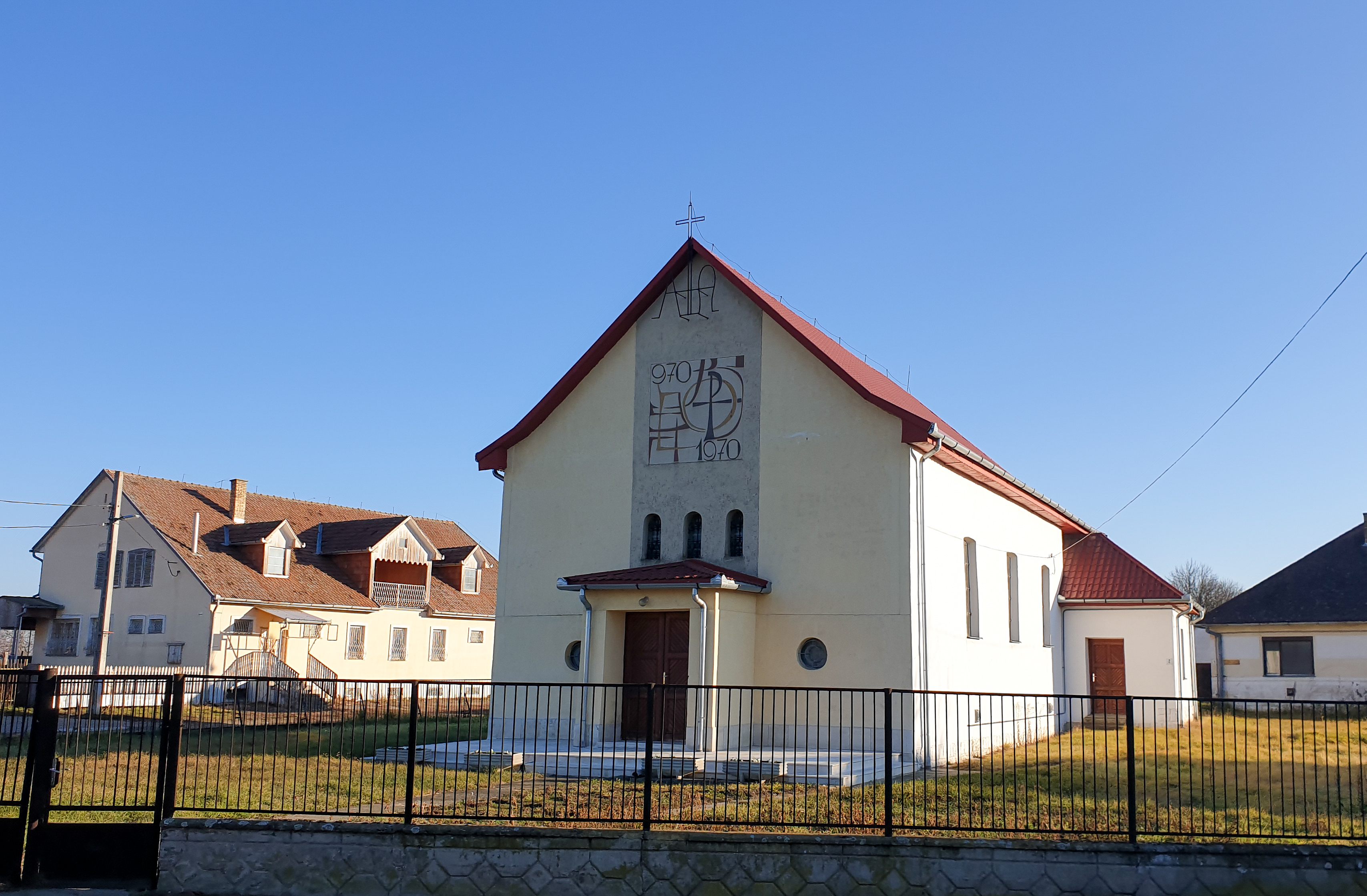
Katolikus imaház
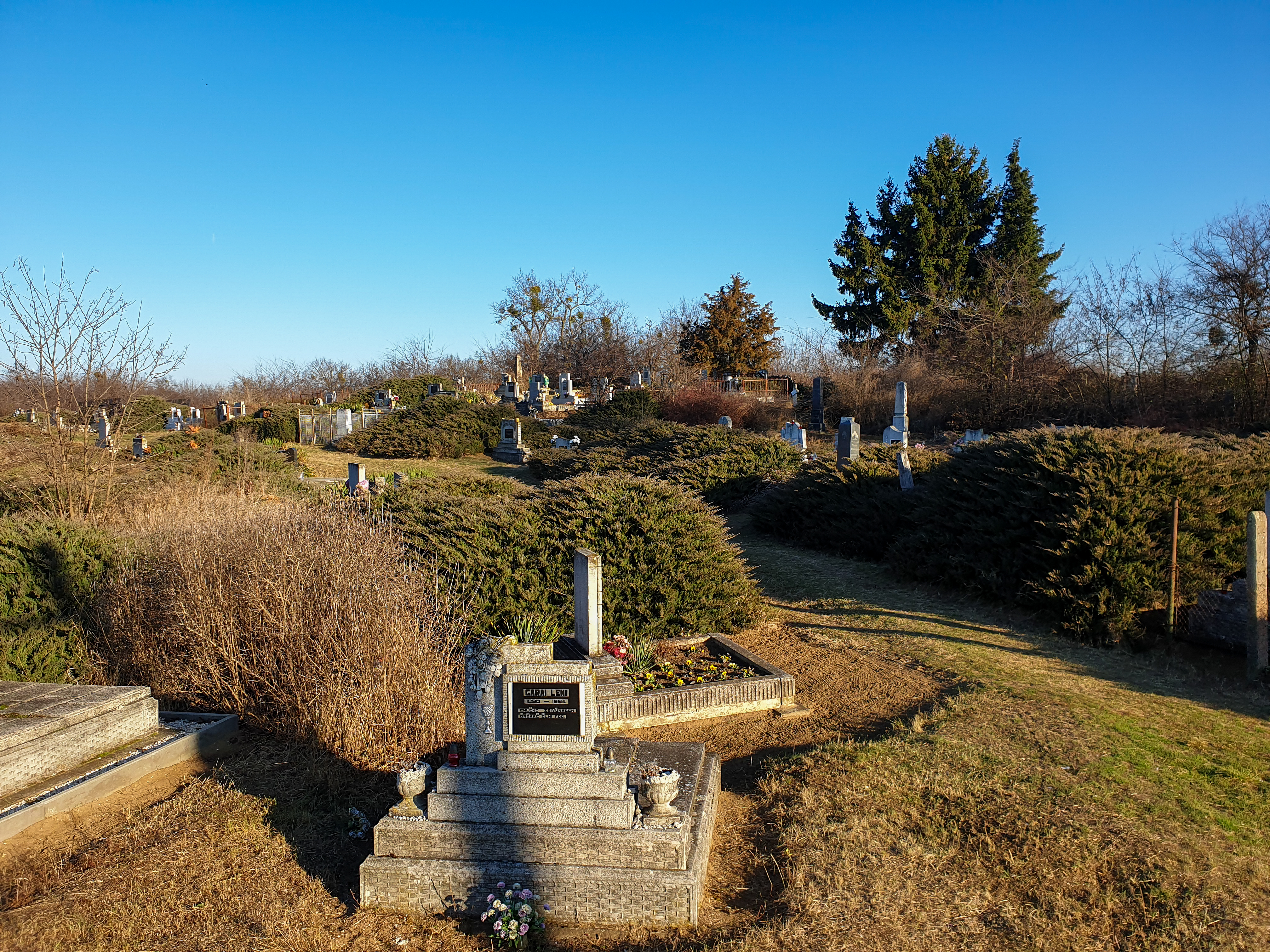
Temető
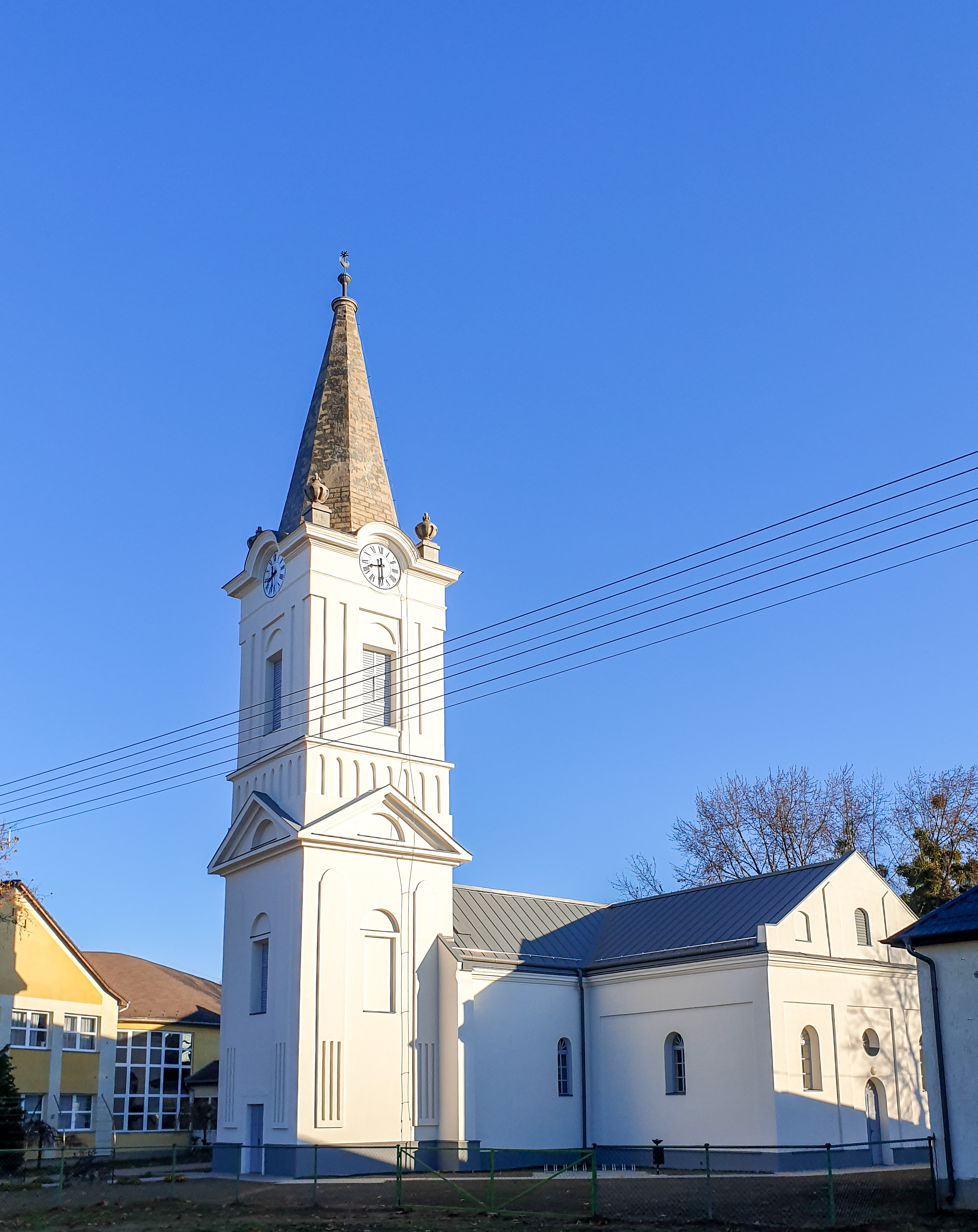
A református templom

## Közélete

### Polgármesterei
- 1990–1994: Váradi Lajos (független)[3]
- 1994–1998: Váradi Lajos (független)[4]
- 1998–1999: Váradi Lajos (Fidesz)[5][6]
- 1999–2002: Pavelcsák István (Fidesz)[7][8]
- 2002–2006: Pavelcsák István (független)[9]
- 2006–2010: Pavelcsák István (független)[10]
- 2010–2014: Pavelcsák István (Fidesz–KDNP)[11]
- 2014–2019: Dr. Péter Zoltán (független)[12]
- 2019–2024: Dr. Péter Zoltán (független)[13]
- 2024–2025: Dr. Péter Zoltán (független)[14]
- 2025– : Dr. Péter Zoltánné (független)[1]

A településen 2025. június 15-én időközi polgármester-választást kellett tartani, pontosan nem tisztázott okból. (Az okokról a Nemzeti Választási Iroda oldalán ezzel kapcsolatban közzétett tájékoztatásból csak annyi derül ki, hogy „A képviselő megválasztásához szükséges feltételek már nem állnak fenn”.)

## Népesség
A település népességének változása:
| Lakosok száma | 2150 | 2152 | 2173 | 2004 | 1937 | 1913 | 1883 |
|               | 2013 | 2014 | 2015 | 2021 | 2022 | 2023 | 2024 |

2001-ben a település lakosságának 89%-a magyar, 11%-a cigány nemzetiségűnek vallotta magát.
A 2011-es népszámlálás során a lakosok 94%-a magyarnak, 36,3% cigánynak, 0,2% görögnek, 0,3% románnak mondta magát (6% nem nyilatkozott; a kettős identitások miatt a végösszeg nagyobb lehet 100%-nál). A vallási megoszlás a következő volt: római katolikus 6,5%, református 35,2%, görögkatolikus 27,4%, egyéb egyház (főleg pünkösdi) 16,3%, felekezeten kívüli 5,4% (9,2% nem válaszolt).
2022-ben a lakosság 90,4%-a vallotta magát magyarnak, 28,6% cigánynak, 0,2% románnak, 0,1-0,1% németnek, bolgárnak, örménynek, bolgárnak és szerbnek, 0,5% egyéb, nem hazai nemzetiségűnek (9,3% nem nyilatkozott; a kettős identitások miatt a végösszeg nagyobb lehet 100%-nál). Vallásuk szerint 4,3% volt római katolikus, 29,8% református, 23,4% görög katolikus, 15,7% egyéb keresztény, 0,1% ortodox, 4,7% felekezeten kívüli (31,9% nem válaszolt).

## Nevezetességei
- Görög-katolikus templom
- Református templom
- Emlékmű a főtéren

## Híres emberek
- Itt született 1860. október 28-án kántorjánosi Mándy Sámuel, Baranya vármegye felsőházi képviselője, a felsőbaranyai református egyházmegye gondnoka.[18] A család 1896. október 10-én megkapta I. Ferenc József magyar királytól a „kántorjánosi” előnevet.[19]
- Itt született 1869. január 1-jén Komoróczy Iván földbirtokos, jogász és festő
- Itt született 1890 október 1-jén Nagy Zoltán református egyházi író, ifjúsági író.
- Itt élt és szolgált 1864 és 1912 között Segesváry József református lelkész, aki 1885-1907 között a Nagykárolyi Egyházmegye esperese, és elismert egyházi író volt. 1912. február 18-án hunyt el Baktalórántházán. Temetése Kántorjánosiban volt.[20]
- Itt nőtt fel Bakos Miklós, a debreceni HUNÉP Zrt. vezérigazgatója.[21]

## Érdekességek
- A településről kapta a nevét a Kántorjánosi 3 elnevezésű, évtizedekkel ezelőtt ezen a tájon szelektált, termesztési és értékesítési szempontból egyaránt igen kedvező adottságokkal bíró meggyfajta.